# Zbór Kościoła Adwentystów Dnia Siódmego w Tarnowskich Górach
Zbór Kościoła Adwentystów Dnia Siódmego w Tarnowskich Górach – zbór adwentystyczny w Tarnowskich Górach, należący do okręgu zachodniego diecezji południowej Kościoła Adwentystów Dnia Siódmego w RP.
Pastorem zboru jest kazn. sen. Edward Parma. Nabożeństwa odbywają się w kościele przy ul. Kaczyniec 7 każdej soboty o godz. 9.30.